# 思恩镇
思恩镇，是中华人民共和国广西壮族自治区河池市环江毛南族自治县下辖的一个乡镇级行政单位。

## 行政区划
思恩镇下辖以下地区：
城北社区、城南社区、中山村、叠岭村、陈双村、中兴村、西南村、耐禾村、三乐村、安良村、人和村、清潭村、文化村和福龙村。